# Småföretagarnas Riksförbund
Småföretagarnas Riksförbund är en rikstäckande intresseorganisation som arbetar för att främja småföretagsamheten i Sverige. 
Bland frågorna som Småföretagarnas Riksförbund driver märks bland annat ett starkare socialt skyddsnät för företagare, sänkta arbetsgivar- och egenavgifter, minskad regelbörda för små företag och en avskaffning av sjuklöneansvaret för de minsta företagen. 
Arbetet bedrivs främst genom opinionsbildning och genom debattartiklar, remissvar, rapporter och samtal med politiker och myndigheter på nationell och lokal nivå. 
Småföretagarnas Riksförbund grundades 2010 och har 2015 21 200 medlemmar. Ordförande i Småföretagarnas Riksförbund är Leif Svensson som tidigare var ordförande i Företagarförbundet (1999-2005).

## Viktiga frågor för Småföretagarnas Riksförbund
Småföretagarnas Riksförbund driver flera frågor för att främja svenska småföretag, bland annat:
- Ett socialt skyddsnät lika för alla. En hjärtefråga för Småföretagarnas Riksförbund är att stärka det sociala skyddsnätet för dem som driver företag. Målsättningen är att företagare som blir sjuka eller arbetslösa ska ha samma skyddsnät som anställda.
- Sänkta arbetsgivar- och egenavgifter. Småföretagarnas Riksförbund vill ta bort den allmänna löneavgiften i arbetsgivar- och egenavgiften för upp till 10 anställda (eller 3 miljoner kronor).
- Minskat regelkrångel. Man vill minska regelbördan som läggs på svenska småföretag. Förbundet arbetar utifrån förutsättningen att små företag inte kan förutsättas ha lika stora resurser och kunskaper om regler och lagar som stora företag.
- Avskaffat sjuklöneansvar för mindre företag. Förbundet vill avskaffa båda veckorna i sjuklöneansvaret för företag med upp till tio anställda.
- Lättare att delta i och vinna upphandlingar. Småföretagarnas Riksförbund anser att LOU måste anpassas till småföretagens villkor.
- Höjd omsättning för revisionsplikt. Förbundet vill höja omsättningsgränsen för revisionsplikt till 50 miljoner kronor.

### Fotnoter
1. ↑  ”Företagarförbundet i storbråk med Pool Media”. www.resume.se. https://www.resume.se/kommunikation/dagspress/foretagarforbundet-i-storbrak-med-pool-media/. Läst 10 maj 2021.
2. ↑  ”Om Småföretagarnas Riksförbund”. http://www.smaforetagarna.eu/om-smaforetagarna/.
3. ↑  ”Om Leif Svensson”. Arkiverad från originalet den 5 mars 2016. https://web.archive.org/web/20160305115103/http://www.smaforetagarna.eu/leif-svensson-ordforande/.
4. ↑  ”Småföretagarnas Riksförbunds näringslivspolitiska program”. http://www.smaforetagarna.eu/var-agenda/naringslivspolitiskt-program/.